# 羅拔圖·法朗沙
羅拔圖·法朗沙（Roberto Fronza，簡稱Beto、比圖，1984年7月10日—），生於巴西南里奧格蘭德州，巴西裔足球運動員，司職中堅，現時為香港超級聯賽球隊冠忠南區助理教練。

## 球員生涯
比圖生於巴西南里奧格蘭德州的一個市鎮圖昆杜瓦，於2007年7月獲時任南華助教列卡度推薦到港加盟甲組升班馬華家堡初時更被指貌似英格蘭國腳夏格維斯，於2008年轉投新成立的地區球隊天水圍飛馬並協助球隊贏得高級銀牌賽冠軍取得在港的首個錦標，直至2010年7月加盟四海流浪全季取得11個入成為球隊第二號射手。
於2012年1月加盟屯門，在3月4日以2–1擊敗晨曦的聯賽，取得加盟後首個入球，不過在10月30日由於屯門會長陳強因涉嫌賄選被調查宣布辭職，而屯門亦宣布即時解僱十名高薪職球員，事後比圖與其餘三名巴西外援經考慮後決定願意減薪留隊，直到2013年7月加盟東方沙龍，並於2014年1月26日以4–1擊敗皇室南區的聯賽，取得加盟後首個入球，一季後正式離隊。
2014年8月，由於標準流浪中堅位置人選有限，因此總監李輝立基於華將沒有適合人選，已聯絡比圖由巴西回歸並擔任隊長，他於12月3日獲發香港身份證可以本地球員身份註冊出戰香港超級聯賽，再在2015年1月5日獲標準流浪提升為助教兼球員，比圖在2015年3月22日以1–2不敵YFC澳滌的聯賽取得在當季的首個入球。翌季於以2–1擊敗元朗的聯賽盃分組賽，取得首個入球。季尾，比圖與另外二名巴西外援因表現未如理想分別遭會方棄用及提前解約。
直到2016年6月，比圖加盟冠忠南區，在7月終於獲巴西當局的放棄國籍接納書，預計稍後集訓回港後便可隨時向入境處申請香港特區護照。比圖於10月22日以7–0大勝港會的聯賽，取得加盟後首個入球。雖然他為南區錄得史上在本地賽事最佳成績，可是他於四月因膝傷提早收季，直到2017年12月10日作客以1–3不敵理文的聯賽，養傷七個月後正式復出，

## 國際賽生涯
2016年7月31日，比圖表示收到巴西當局的放棄國籍接納書，預計稍後隨南區集訓回港後便向入境處申請特區護照。

## 家庭生活
2016年1月27日，首次真正當爸爸的比圖，與太太的「愛情結晶品」（Theo）在香港下午5時05分誕生。

## 榮譽
飛馬
- 香港高級組銀牌冠軍（2008–09季度）

東方
- 香港足總盃冠軍（2013–14季度）

香港聯賽選手隊
- 香港賀歲盃冠軍（2009、2016年）

個人
- 冠忠南區 3月份最佳球員（2016–17季度）

## 外部連結
- 香港足球總會網頁球員註冊資料 （页面存档备份，存于）
- Soccerway （页面存档备份，存于）
- Transfermarkt （页面存档备份，存于）